# Millville (Utah)
Millville – miasto w Stanach Zjednoczonych, w stanie Utah, w hrabstwie Cache.